# Werner (budai rektor)
Werner ispán (comes) budai rektor és a király által kinevezett bíró volt 1288 és 1300, valószínűleg a pesti  Werner ispán unokája, Péter, az utolsó budai fónagy (villicus) fia. 1291-ben elkísérte III. András királyt bécsi hadjáratára. Az esztergomi érsekkel és a budai káptalannal szemben védte a budai polgárság érdekeit. 
Több birtokot szerzett a város környékén, így a Pilis megyei Tinnyét, valamint egy birtokrészt Pest megyei Gyálon, amelyet Szenterzsébetfalvi Pókától vásárolt. Budai palotája a Szent János ferences kolostor és az azonos nevű Szent János (később Vízi)-kapu között állt, tehát kaputól délre. (Helyén ma a Miniszterelnökség 2018-ban fölépült új irodaháza található, amelyet Zoboki Gábor tervezett.) Ez korábban talán Walter budai rektor, kamaraispán háza volt, és 1273-ban ebben gyógyult meg a 12 éves IV. László király súlyos betegségéből, Szent Margit ereklyéjének közbenjárására. Walter ispánt 1290 körül Werner és fia, László ölték meg.
Werner fia László szintén budai rektor volt 1301-1302-ben és 1307-1318 között. Miután kihalt az Árpád-ház, Károly Róbert híve lett, ezért Vencel király 1305-ben Budáról távozva magával vitte, és fogva tartotta. A fogságból kiszabadult és 1307. június 1-én hívei segítségével bejutott Budára, és azt megszerezte Károly Róbert számára. Mivel nem volt fia, vagyonát nővérének leszármazottai, a birtokos nemes Domoszlói család örökölte.